# Султанахмет (площа)
Майдан Султанахмет, Ахмедіє, Іподром (тур. Sultanahmet Meydanı) — головна площа Стамбула, розташована в історичному центрі міста в мікрорайоні Султанахмет району Фатіх. Складається з двох частин: площі між Айя-Софією і Блакитною мечеттю і безпосередньо площі Іподрому (тур. At Meydanı), на якій до нашого часу збереглися колони і обеліски, встановлені в візантійський період та Німецький фонтан, подарований місту і султану Абдул-Хаміда II кайзером Вільгельмом II.

## Іподром
Частина площі Султанахмет розташована на місці стародавнього Іподрому, будівництво якого було розпочато римським імператором Септимієм Севе́ром в 203, коли місто ще називався Візантієм. В 330–334 імператор Костянтин Великий, створюючи нову столицю, повністю перебудовує Іподром. Після перебудови розмір споруди становив близько 450 метрів в довжину і 120 метрів завширшки, місткість іподрому становила близько 100 000 осіб. Вхід на іподром був з північного боку, приблизно там, де зараз встановлений Німецький фонтан. Іподром прикрашала знаменита квадрига, вивезена в 1204 році в Венецію.
На іподромі проводилися перегони колісниць, які за своїм напруженням пристрастей приводили до великих бійок серед вболівальників, а іноді і бунтів. Вболівальники видовищ (гладіаторських боїв, а потім, з введенням християнства — цирків та іподромів) як в старій Римській, так і в Східній імперіях ділилися на кілька угруповань за кольорами, зокрема, колісниць, за які вболівали і які ними містилися: червоні, білі, сині, зелені. Протягом кількох століть найбільшими і впливовими були дві основні категорії — «блакитні» (венети) і «зелені» (прасіни).
Зазвичай імператори благоволили якомусь угрупованню. Анастасій I — венетам, Юстиніан Великий — прасинам, а його дружина імператриця Феодора в дитинстві, після смерті свого батька — доглядача звірів «зелених» — була ними відкинута, і родині дали притулок і роботу «сині». Тільки імператор-філософ Марк Аврелій одного разу заявив, що його серце ніколи не підтримувало ні прасинів, ні венетів.
Найбільший бунт об'єднаних венетів і прасинів, який отримав назву повстання «Ніка», стався при правлінні імператора Юстиніана в 532. В результаті Константинополь був істотно зруйнований і при придушенні повстання було вбито понад 35 000 осіб.
Після завоювання турками Константинополя в 1453, Іподром використовувався лише як місце проведення різних вистав, ярмарків та інших розважальних заходів. Яничари організовували тут вистави і протести.

### Єгипетський обеліск
Єгипетський обеліск або обеліск Феодосія (тур. Dikilitaş) був привезений з Луксору в 390 році за наказом імператора Феодосія I і був встановлений на Іподромі на спеціально виготовленому мармуровому постаменті. На постаменті зображені різні сцени за участю імператора Феодосія і сцена установки обеліска на Іподромі. Обеліск є найстарішою «спорудою» Стамбулу, його вік датується XVI століттям до н. е., він виготовлений з біло-рожевого асуанського граніту, його маса досягає 300 тонн. На всіх сторонах обеліска є єгипетські ієрогліфи, що зображують героїчні діяння фараона Тутмоса III, у верхній частині зображений фараон і бог Амон. При перевезенні оригінал обеліска довжиною 32,5 м, був укорочений, в даний час його висота разом з п'єдесталом досягає 18,80 метрів.

### Зміїна колона
Зміїна колона (тур. Yılanlı Sütun) була привезена з дельфійського святилища Аполлона в Греції в 326 за наказом імператора Костянтина Великого. Колона символізувала перемогу 479 до н. е. грецьких міст-держав над персами при Платеях. В оригіналі ця колона, висотою 6,5 метрів, складалася з трьох переплетених змій і була увінчана триногою золотою чашею, причому самі змії були вилиті з бронзових щитів полеглих персів. Чаша була загублена в античні часи, а зміїні голови були розбиті в 1700. Сьогодні одна з цих голів знаходиться серед експонатів Стамбульського археологічного музею. В візантійські часи колона використовувалася як фонтану і мала 29 ажурних поглиблень на бронзовій підставці. В даний час висота колони складає 5 метрів.

### Обеліск Костянтина
Колос (Ажурна кам'яна колона) (тур. Örme Dikilitaş або Konstantin Dikilitaşı, англ. Walled Obelisk) був побудований з кам'яних блоків за наказом імператора Костянтина VII на честь пам'яті свого діда Василя I. Первісна висота колони була 32 метри, вона була покрита позолоченими бронзовими (за іншою версією — мідними) листами, які були здерті і переплавлені хрестоносцями під час 4-го хрестового походу (1204). Зараз висота колони становить 21 метр.

### Німецький фонтан
Німецький фонтан (тур. Alman Çeşmesi, нім. Deutscher Brunnen) є подарунком німецького кайзера Вільгельма II, який відвідав Стамбул в 1898. Фонтан зробили в Німеччині і в розібраному вигляді привезли і встановили на площі Іподром у 1900 році. Фонтан виконаний у неовізантійському стилі у вигляді восьмикутника і прикрашений зсередини золотими мозаїками. На внутрішній стороні купола, підтримуваного колонами, можна побачити монограму султана Абдул-Хаміда II та ініціали кайзера Вільгельма II.

## Галерея

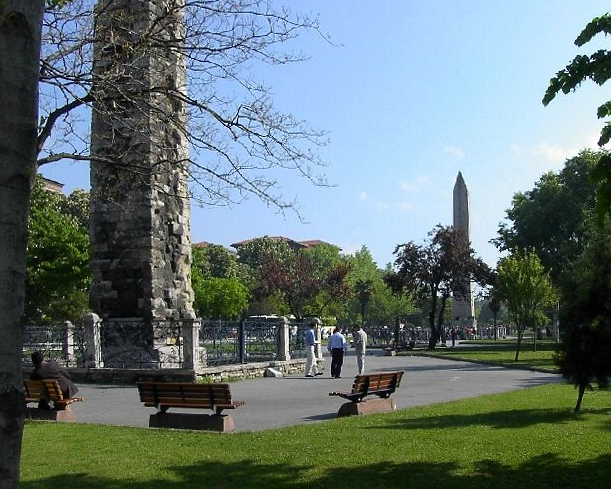
Іподром: Колос (на передньому плані) і Єгипетський обеліск (праворуч)
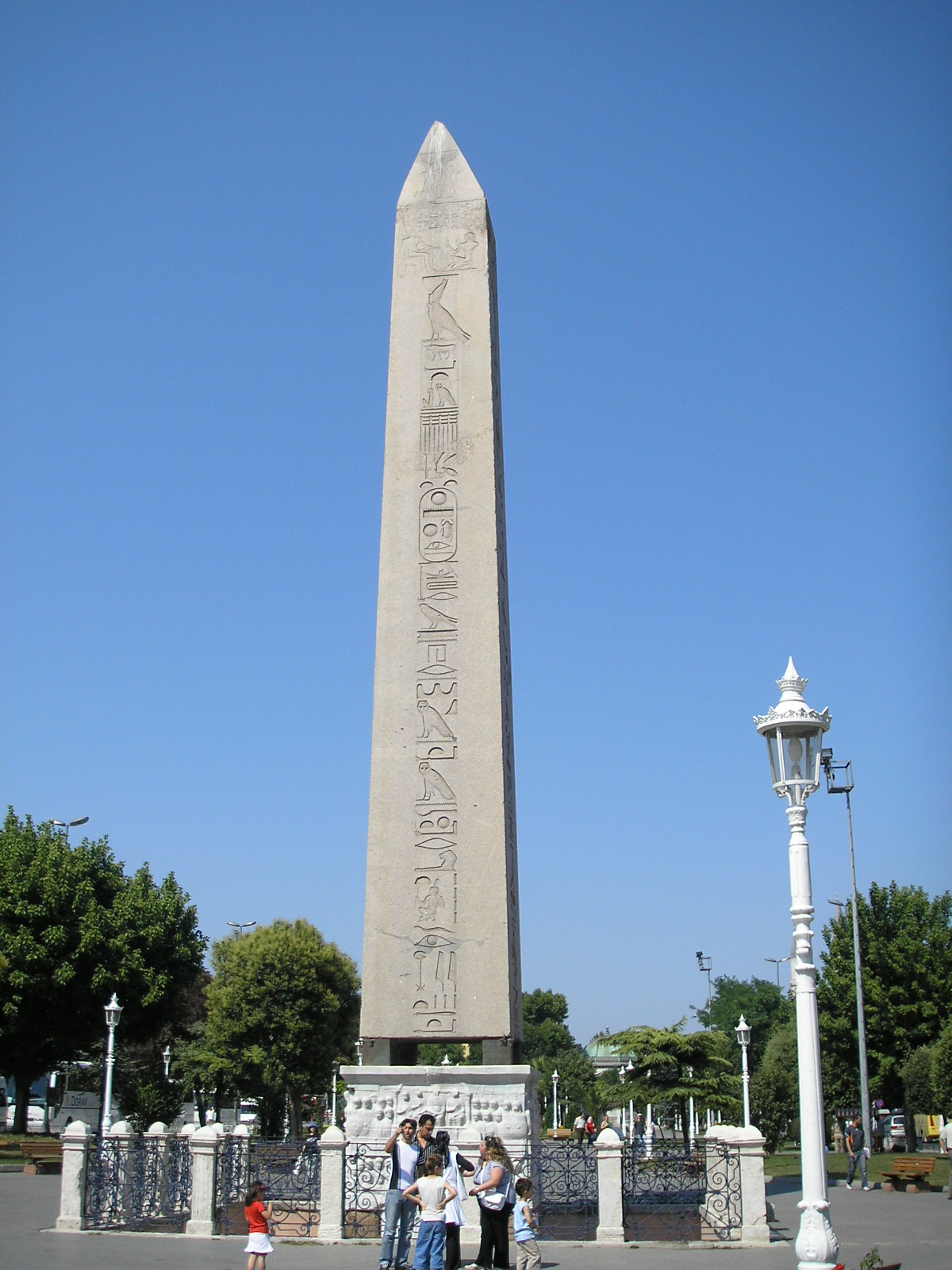
Єгипетський обеліск
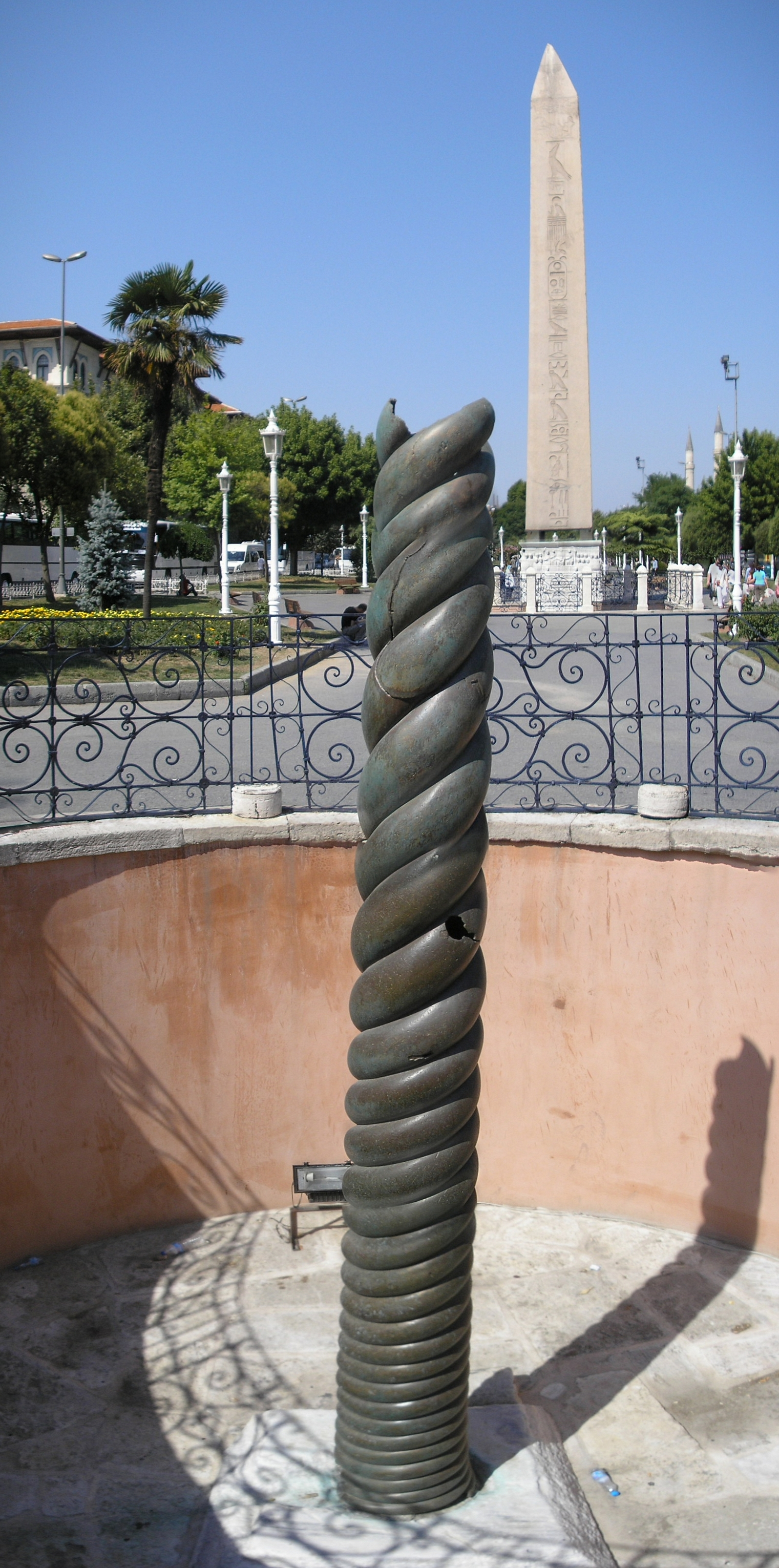
Зміїна колона
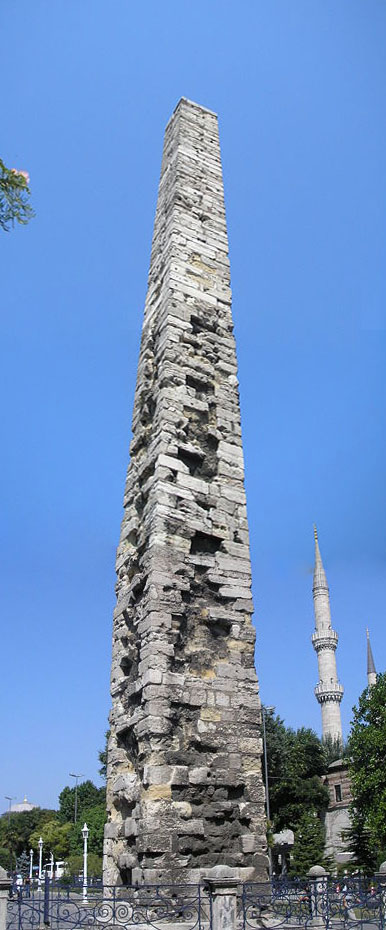
Обеліск Костянтина
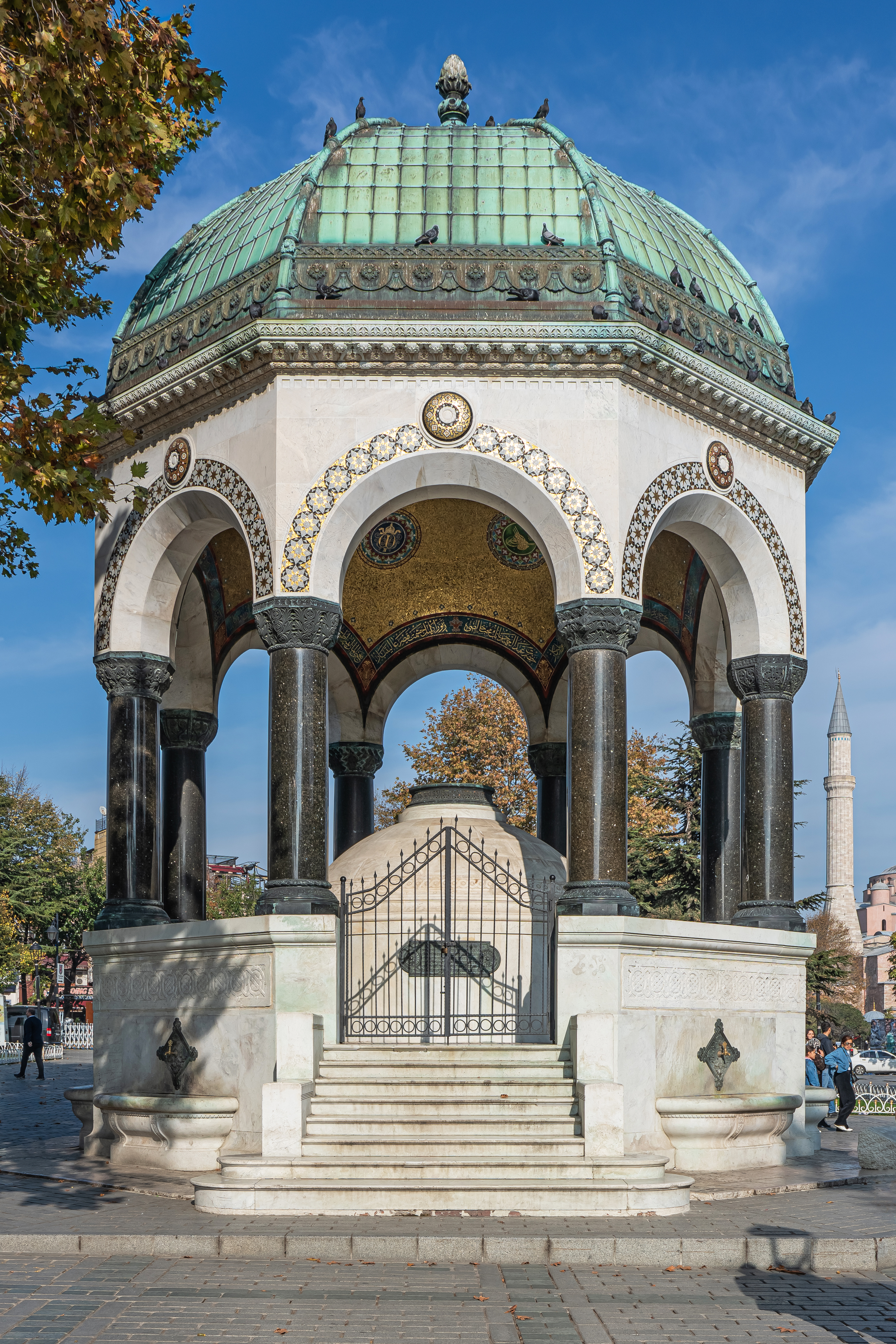
Німецький фонтан